# Slavny Tur – Live in Wrocław
Slavny Tur – Live in Wrocław – to pierwsza płyta  polskiego zespołu folkowego Percival zarejestrowana na żywo. Nagranie odbywało się 9 czerwca 2014 roku we wrocławskim unIQ Sound Studio z udziałem publiczności, stanowi podsumowanie trasy Slavny Tur 2014. Na koncercie zarejestrowano również obraz, który pojawił się jako materiał DVD.
Trasa Slavny Tur 2014 promowała dwie płyty Slava! Pieśni Słowian Południowych oraz Slava II – Pieśni Słowian Wschodnich. Trasa Slavny Tur odbyła się od lutego do marca 2014 roku.

## Lista utworów
Opracowano na podstawie materiału źródłowego.
1. Intro: „Słyszę” (Sargon)
2. „Jadą konie”
3. „Gusta mi magla”
4. „Del Berino”
5. „Cziorna Galoczka”
6. „Sowa”
7. „Dziewczyna Swarożyca”
8. „Blagoslavi”
9. „Postrzyżyny”
10. „Primorkinja”
11. „Ludasim, Pajtasim”
12. „Naranca”
13. „Karanfilce”
14. „Pasla”
15. BIS: „Slayer” (Stefanismus)

## Twórcy
Opracowano na podstawie materiału źródłowego.
- Mikołaj Rybacki – saz, mandolina, śpiew
- Christina Bogdanova – cymbały, davul, śpiew
- Joanna Lacher – bodhran, śpiew
- Katarzyna Bromirska – rebec, sopiłka, śpiew